# Aedesia engleriana
Espèce
Aedesia engleriana Mattf. est une espèce de plantes à fleurs de la famille des Asteraceae et du genre Aedesia, endémique du Cameroun.
Il s'agit de plantes herbacées.

## Étymologie
Son épithète spécifique engleriana fait référence au botaniste allemand Adolf Engler.

## Distribution
Les données récentes manquent pour cette espèce collectée dans trois régions du Cameroun (Adamaoua, Nord-Ouest et Ouest) il y a plus de 100 ans dans des aires aujourd'hui non protégées. Elle peut donc être considérée comme « en danger critique d'extinction ».